# Jacopo VI Appiano
Jacopo VI Appiano (Piombino, 1529 – Piombino, 15 maggio 1585) fu decimo Signore di Piombino, Scarlino, Populonia, Suvereto, Buriano (Castiglione della Pescaia), Badia al Fango e delle isole d'Elba, Montecristo e Pianosa; anche conte palatino.

## Biografia
Figlio di Jacopo V Appiano, succedette al padre nel 1545 sotto la tutela della madre Elena Salviati.
Nel 1548 fuggì a Genova abbandonando Piombino, che fu ceduta dall'imperatore Carlo V a Cosimo I de' Medici, in virtù dell'investitura di mezzo secolo prima: l'imperatore era rimasto sfavorevolmente impressionato dalle scorrerie turche sull'Isola d'Elba, mal difesa dagli Appiano, e sollecitato dal Duca di Firenze, desideroso di ampliare i propri domini, gliel'affidò proprio mentre stava allestendo una potente flotta.
Il dominio mediceo durò fino al 1557, quando Cosimo I rinunciò a Piombino in cambio di Portoferraio (allora chiamata Cosmopoli) e la signoria tornò nelle mani di Jacopo VI. Osteggiato però dalla popolazione per il suo dispotismo, smise di curarsi della città e divenne ammiraglio della flotta medicea, lasciando che il figlio naturale Alessandro governasse lo Stato dal 1562 e, dopo essere stato legittimato dall'imperatore, prendesse il potere.

## Ascendenza
|                                           |                   |                                          | Genitori                    |  |  | Nonni |  |  | Bisnonni           |  |  | Trisnonni        |  |
|                                           |                   |                                          |                             |  |  |       |  |  | Jacopo III Appiano |  |  | Emanuele Appiano |  |
|                                           |                   |                                          |                             |  |  |       |  |  | Jacopo III Appiano |  |  | Emanuele Appiano |  |
|                                           |                   | Colia de' Giudici                        |                             |  |  |       |  |  | Jacopo III Appiano |  |  |                  |  |
| Jacopo IV Appiano                         |                   |                                          |                             |  |  |       |  |  | Jacopo III Appiano |  |  |                  |  |
|                                           |                   | Battistina Fregoso                       | Giano Fregoso               |  |  |       |  |  |                    |  |  |                  |  |
|                                           |                   | Battistina Fregoso                       | Giano Fregoso               |  |  |       |  |  |                    |  |  |                  |  |
|                                           |                   | Battistina Fregoso                       | Violante Gentile            |  |  |       |  |  |                    |  |  |                  |  |
| Jacopo V Appiano                          |                   | Battistina Fregoso                       |                             |  |  |       |  |  |                    |  |  |                  |  |
|                                           |                   | Antonio Todeschini Piccolomini d'Aragona | Giovanni "Nanni" Todeschini |  |  |       |  |  |                    |  |  |                  |  |
|                                           |                   | Antonio Todeschini Piccolomini d'Aragona | Giovanni "Nanni" Todeschini |  |  |       |  |  |                    |  |  |                  |  |
|                                           |                   | Antonio Todeschini Piccolomini d'Aragona | Laudomia Piccolomini        |  |  |       |  |  |                    |  |  |                  |  |
| Vittoria Todeschini Piccolomini d'Aragona |                   | Antonio Todeschini Piccolomini d'Aragona |                             |  |  |       |  |  |                    |  |  |                  |  |
|                                           |                   | Maria d'Aragona                          | Ferdinando I di Napoli      |  |  |       |  |  |                    |  |  |                  |  |
|                                           |                   | Maria d'Aragona                          | Ferdinando I di Napoli      |  |  |       |  |  |                    |  |  |                  |  |
|                                           |                   | Maria d'Aragona                          | Diana Guardato              |  |  |       |  |  |                    |  |  |                  |  |
| Jacopo VI Appiano                         |                   | Maria d'Aragona                          |                             |  |  |       |  |  |                    |  |  |                  |  |
|                                           | Giovanni Salviati | Alamanno Salviati                        |                             |  |  |       |  |  |                    |  |  |                  |  |
|                                           | Giovanni Salviati | Alamanno Salviati                        |                             |  |  |       |  |  |                    |  |  |                  |  |
|                                           | Giovanni Salviati | Caterina de' Medici                      |                             |  |  |       |  |  |                    |  |  |                  |  |
| Jacopo Salviati                           | Giovanni Salviati |                                          |                             |  |  |       |  |  |                    |  |  |                  |  |
|                                           |                   | Elena Gondi                              | Simone Gondi                |  |  |       |  |  |                    |  |  |                  |  |
|                                           |                   | Elena Gondi                              | Simone Gondi                |  |  |       |  |  |                    |  |  |                  |  |
|                                           |                   | Elena Gondi                              | Maria Buondelmonti          |  |  |       |  |  |                    |  |  |                  |  |
| Elena Salviati                            |                   | Elena Gondi                              |                             |  |  |       |  |  |                    |  |  |                  |  |
|                                           |                   | Lorenzo de' Medici                       | Piero de' Medici            |  |  |       |  |  |                    |  |  |                  |  |
|                                           |                   | Lorenzo de' Medici                       | Piero de' Medici            |  |  |       |  |  |                    |  |  |                  |  |
|                                           |                   | Lorenzo de' Medici                       | Lucrezia Tornabuoni         |  |  |       |  |  |                    |  |  |                  |  |
| Lucrezia de' Medici                       |                   | Lorenzo de' Medici                       |                             |  |  |       |  |  |                    |  |  |                  |  |
|                                           |                   | Clarice Orsini                           | Jacopo Orsini               |  |  |       |  |  |                    |  |  |                  |  |
|                                           |                   | Clarice Orsini                           | Jacopo Orsini               |  |  |       |  |  |                    |  |  |                  |  |
|                                           |                   | Clarice Orsini                           | Maddalena Orsini            |  |  |       |  |  |                    |  |  |                  |  |
|                                           |                   | Clarice Orsini                           |                             |  |  |       |  |  |                    |  |  |                  |  |

## Matrimonio e discendenza
Nel 1547 Jacopo VI sposò a Genova Virginia Fieschi dei conti di Lavagna, dalla quale ebbe sei figli, di cui solo un figlio maschio, morto bambino. Ebbe inoltre altri tre figli da relazioni extraconiugali, tra cui Alessandro, suo successore nella signoria.

### Da Virginia Fieschi
- Elena (Genova, 1548 - Pisa, 16..),[2] sposò Orazio Lanfranchi, patrizio di Pisa;
- Caterina (Genova, 1550 - Arezzo, 1601),[2] sposò nel 1580 Nunzio Barbolani, Conte di Montauto, patrizio di Arezzo;
- Vittoria (Genova, 1551 - Roma, 1587),[2] sposò a Roma nel 1567 Don Fabiano Ciocchi del Monte, 2º Conte di Monte San Savino, Signore di Gargonza, Verniana, Alberoro e Palazzuolo, nobile romano, morto in battaglia nel 1569; sposò in seguito nel 1574 Ottavio Sanvitale, Conte di Fontanellato;
- Francesco[2] (1553 - ante 1559);
- Luigia (1555 - ????),[2] monaca domenicana nel Monastero di San Domenico di Pisa;
- Maria Caterina (1558 - ????),[2] monaca domenicana nel Monastero di San Domenico di Pisa.

### Illegittimi
- Alessandro (Genova, 1555 - Piombino, 29 settembre 1589),[2] da sua cognata Oriettina Fieschi, moglie del suo fratellastro bastardo Alfonsino. Legittimato e abilitato a succedere nel 1559 dall'Imperatore Ferdinando I, fu il X Signore di Piombino;
- Giovanni detto "Vanni" (1575 -????), legittimato,[2] Cavaliere di Santo Stefano, capitano di galera;
- Alamanno (1578 -????),[2] legittimato, Cavaliere di Santo Stefano.